# چوگروم
چوگروم (روسی: Чугрум) یک رودخانه در سرزمین پرم کشور روسیه است.